# Авіалінії

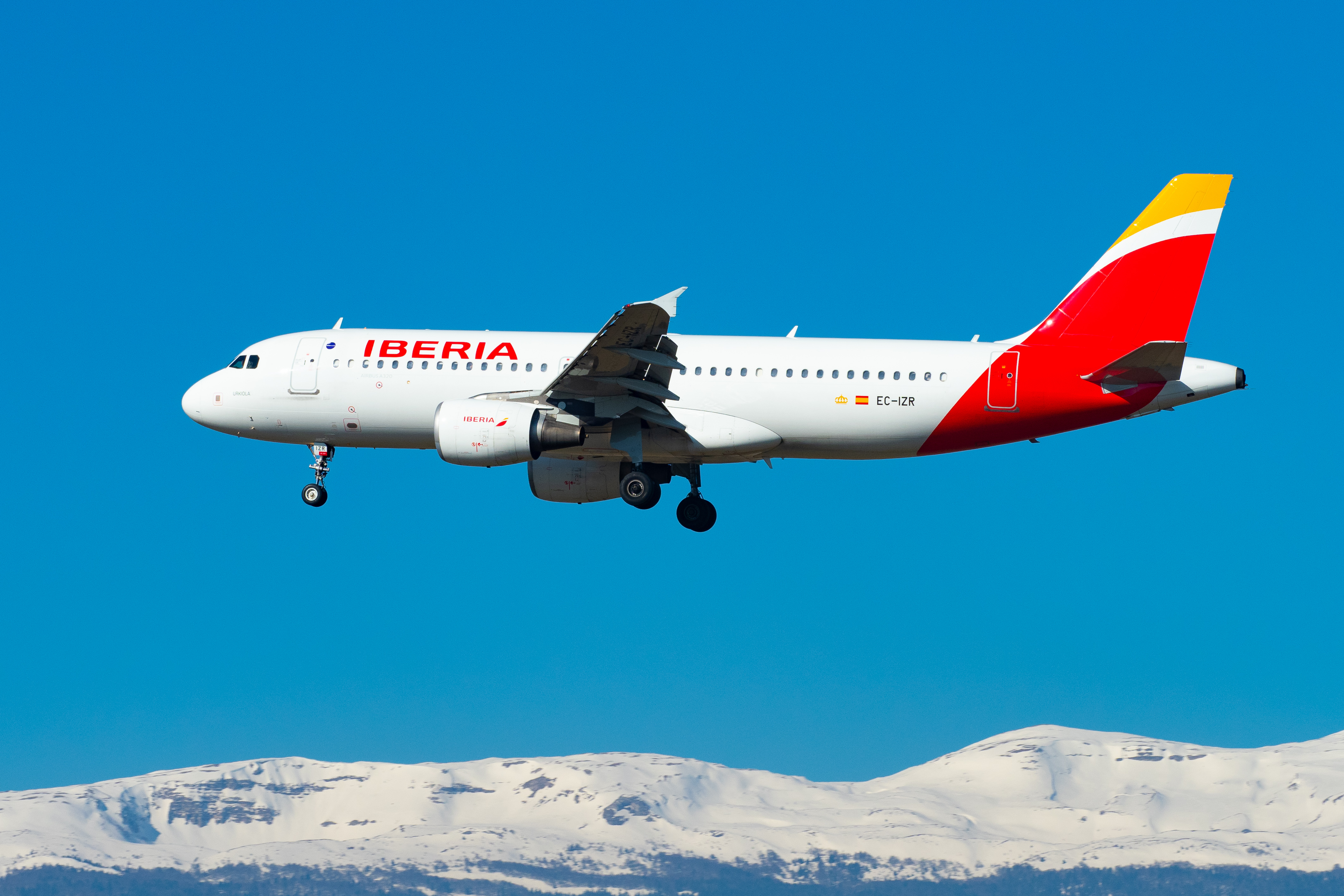
Авіалайнер авіалінії Iberia

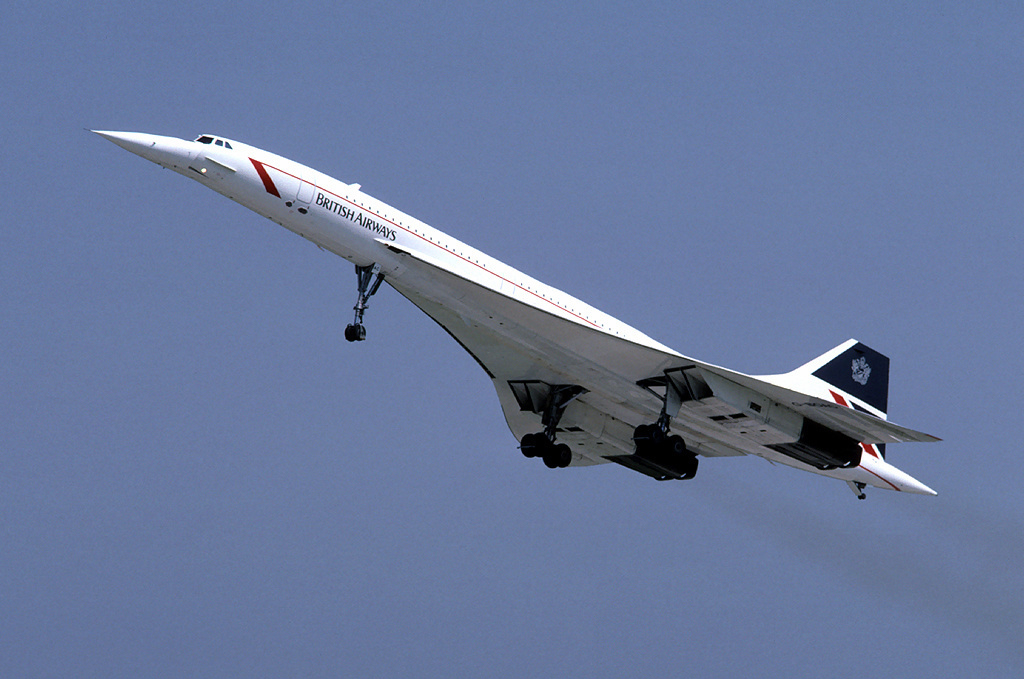
Конкорд британських авіаліній British Airways

Авіалі́нії — компанії, що пропонують послуги пов'язані з перевезеннями пасажирів або вантажів. Найперша авіалінія у світі називалася KLM.
Світовий ринок комерційних авіяперевезень у 2014 році оцінено у близько $200 млрд.

## Надзвукові моделі
- Авіалайнер, що перевозить 60 або 120 пасажирів

## Бізнес-моделі
- Літаки, які використовуються авіалініями, можуть бути їх власністю або орендованими.
- Для збільшення прибутків багато авіаліній об'єднуються в інтернаціональні союзи.
- бізнес-модель дешевих авіаліній (лоукостерів)